# Adatanserin
Adatanserin (WY-50,324, SEB-324) je mešoviti  receptor parcijalni agonist i antagonist  i  receptora. On je razvijan kao kao antidepresiv ali je razboj zaustavljen.
Adantaserin poseduje neuroprotektivna svojstva protiv ishemijom indukovane glutamatergičke ekscitotoksičnosti. Taj efekat je posredovan blokadom  receptora.

## Literatura
- Stahl, S. M. (2000). Essential psychopharmacology: neuroscientific basis and practical application. Cambridge, UK: Cambridge University Press. ISBN 978-0-521-64615-4.